# Неа-Мони
Не́а-Мони́ (греч. Νέα Μονή — «новый монастырь») — православный монастырь на острове Хиос в Греции, основанный в первой половине XI века. Монастырь, будучи ставропигией Константинопольского патриарха, благополучно пережил турецкое завоевание. Неа-Мони сильно пострадал в ходе хиосской резни 1822 года и землетрясения 1881 года. К середине XX века количество монахов в нём резко сократилось, и он был преобразован в женский монастырь.
Неа-Мони знаменит мозаиками периода Македонской династии, украшающими его кафоликон. В 1990 году монастырь включён в число объектов Всемирного наследия ЮНЕСКО.

## История
Монастырь был основан византийским императором Константином IX, его супругой Зоей и её сестрой Феодорой. Его строительство связано с преданием, что на этом месте три монаха — Никита, Иоанн и Иосиф нашли на ветке горящего мирта икону Богородицы. На месте обретения иконы ими была построена небольшая часовня. Это событие датируют правлением императора Михаила IV (1034—1041). После этого они посетили находившегося в ссылке на Лесбосе Константина и рассказали ему о бывшем у них от иконы видении, предсказывающем, что Константин станет императором. В ответ он пообещал в случае исполнения пророчества построить церковь в честь Богородицы. Став императором в 1042 году, Константин исполнил обет и начал постройку монастыря. Для строительства использовался как местный материал, так и мрамор, привезённый из Константинополя. В июле 1049 года кафоликон, посвящённый Богородице, был освящён, а весь монастырский комплекс был закончен в 1055 году уже после смерти Константина. С учётом этих дат время создания мозаик Неа Мони датируют 1042—1056 годами. Однако русский путешественник Василий Григорович-Барский, пять раз посещавший монастырь в 1725—1743 годы, сообщает об увиденной в нём рельефной надписи, датирующий начало строительства кафоликона 11 января 6553 года от сотворения мира то есть 1045 года (надпись не сохранилась).

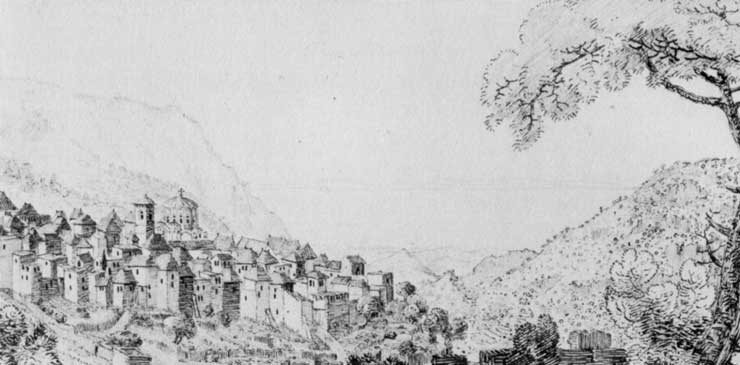
Монастырь в 1801 году (рисунок Уильяма Гелла)

Императорским хрисовулом 1049 года Неа Мони стал получать всю подушную подать с евреев, проживающих на Хиосе, а сам монастырь был выведен из под власти местной администрации (как светской, так и духовной). Освобождение от налогов, земельные пожертвования привели к росту монастыря и его процветанию. К 1300 году Неа Мони был одним из самых богатых монастырей островов Эгейского моря — он владел третью земель острова Хиоса, а в нём проживало около 800 монахов. В период генуэзского владычества на острове земельные владения и богатство монастыря сократились. В период османского владычества монастырь продолжал быть действующим. Статус ставропигии Константинопольского патриарха обеспечил ему относительное процветание по сравнению с другими православными монастырями в Османской империи. Путешественники XVI века сообщают, что в монастыре проживало около 200 монахов. В XVII веке посетивший Неа Мони Иерусалимский Патриарх Хрисанф отметил его благополучное состояние, множество хранимых в нём реликвий и красоту убранства кафоликона.
Монастырь сильно пострадал в 1822 году во время «Хиосской резни», когда турки убили большинство жителей острова. В монастыре возник пожар, в ходе которого сгорел иконостас и были повреждены мозаики в восточной части кафоликона. Также пожар уничтожил монастырскую библиотеку и архив. Землетрясение 1881 года сильно повредило кафоликон и полностью уничтожило его купол, а также обратило в руины ряд других построек, включая колокольню, построенную в 1512 году. К 1952 году монашеская жизнь в Неа Мони практически угасла и монастырь был преобразован в женский. По состоянию на 2001 год в нём проживало всего три монахини.

## Монастырский комплекс
Монастырский ансамбль составляют кафоликон, две небольшие церкви (Креста Господня и великомученика Пантелеимона) и монашеские кельи. Его общая площадь около 1,7 гектара. Монастырь окружает стена XIX века, построенная вместо разрушенной в 1822 году стены византийской постройки. Рядом с монастырём расположено кладбище для погребения монахов, на нём находится церковь преподобного Луки.

### Кафоликон

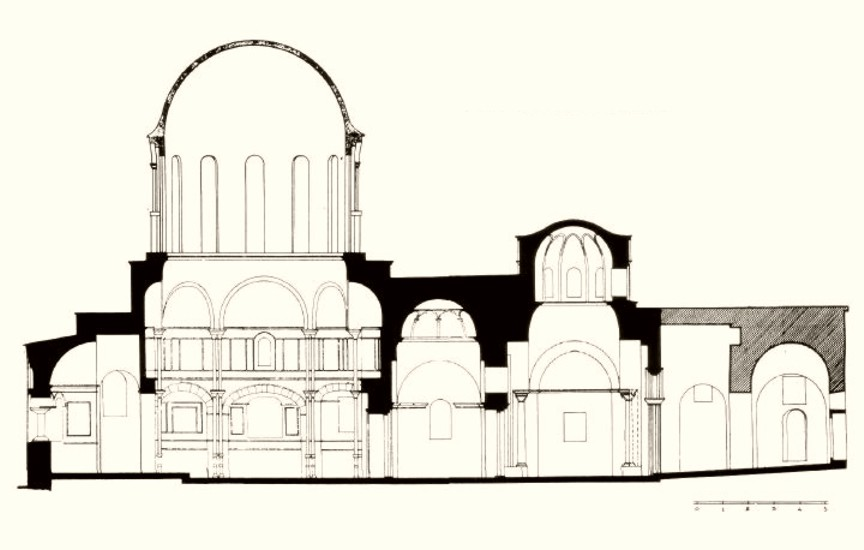
План кафоликона

Кафоликон — соборный храм монастыря является самым ранним из сохранившихся примеров храмов на тромпах простого типа без обхода, который обычно формируют боковые нефы. По своей конструкции, несмотря на отсутствие колонн, кафоликон близок к храмам на четырёх колонках. Архитектура собора близка к церкви Святых Сергия и Вакха в Константинополе, но постройку Неа Мони отличает более тесная вписанность восьмигранника купола в квадратный план внешних стен.
Кафоликон монастыря одноглавый, имеет небольшие размеры и по этой причине в нём нет классических нефов (их заменяют ниши), угловых компартиментов, а пространственный крест слабо акцентирован. Алтарная часть храма состоит из трёх частей — собственно алтаря с престолом, диаконника и жертвенника. Также особенностью его архитектуры является то, что купол опирается не на четыре столпа (крестово-купольный тип храма), а на восемь полукруглых вогнутых угловых ниш-тромпов (конструкция центрического купольного храма), что создаёт иллюзию балдахина, вырастающего из многогранного основания. Оригинальный купол не сохранился (уничтожен землетрясением 1881 года). Стены наоса имеют деление на три яруса:
- нижний — сплошная аркада;
- средний — промежуточный ярус;

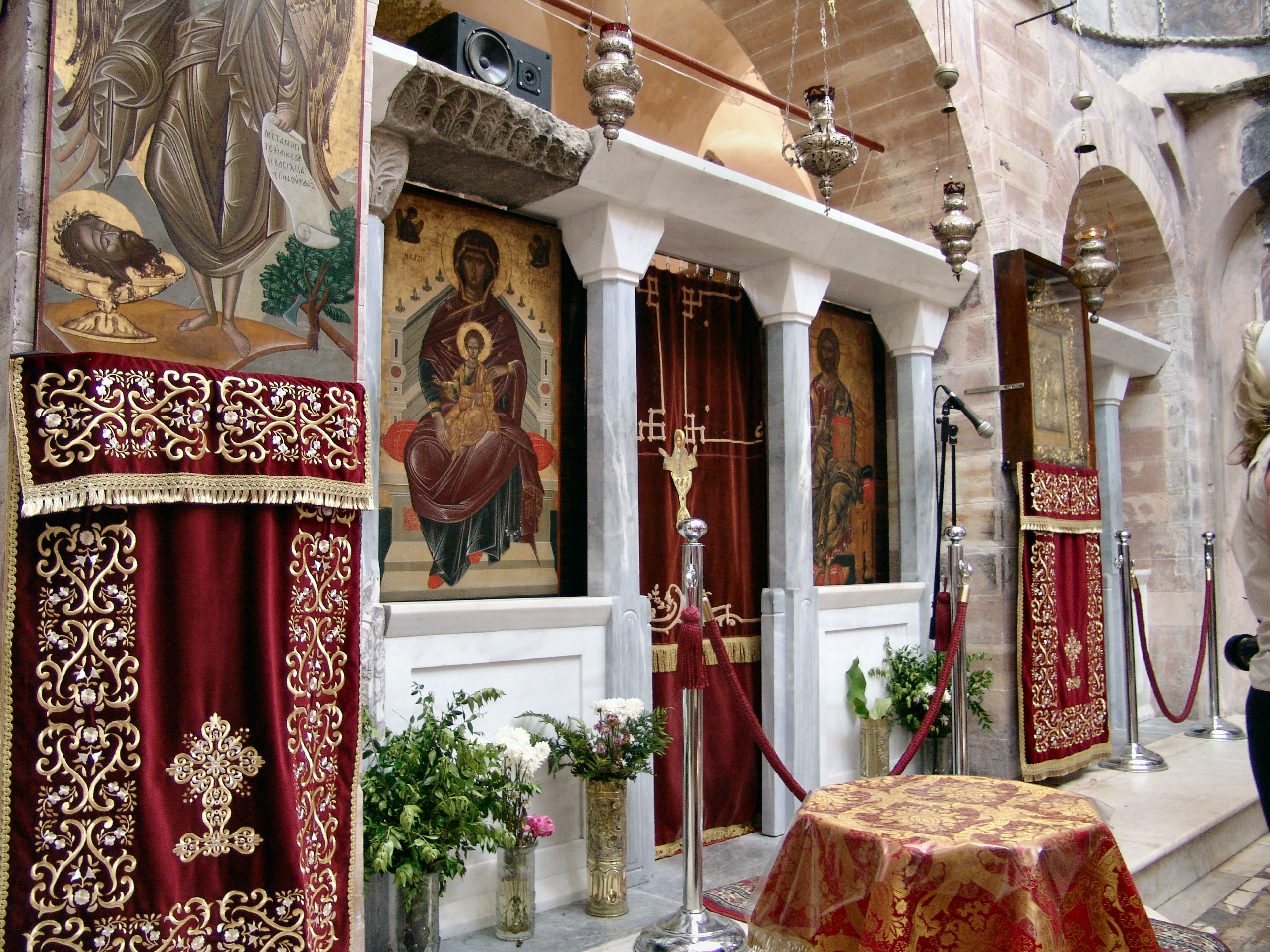
Иконостас кафоликона

- верхний — тромпы различной конфигурации и конхи, служащие основанием для купола.

В наосе подкупольные ниши украшены мозаикой, а стены ниже их облицованы мрамором. Из мрамора также выполнены наборные полы храма. Храм имеет три апсиды (алтарь, жертвенник и диаконник). На западе квадратный объём храма дополнен двумя нартексами.

Кафоликон монастыря является оригинальной постройкой, его архитектуру позднее неоднократно копировали. Австрийский искусствовед Отто Демус пишет:
он в чистом виде воплощает идею цельного, центрического и радиально симметричного интерьера, до основания сводов покрытого многоцветным мрамором, а в верхней своей части сплошь сияющего золотом.

## Мозаики

### Общая характеристика

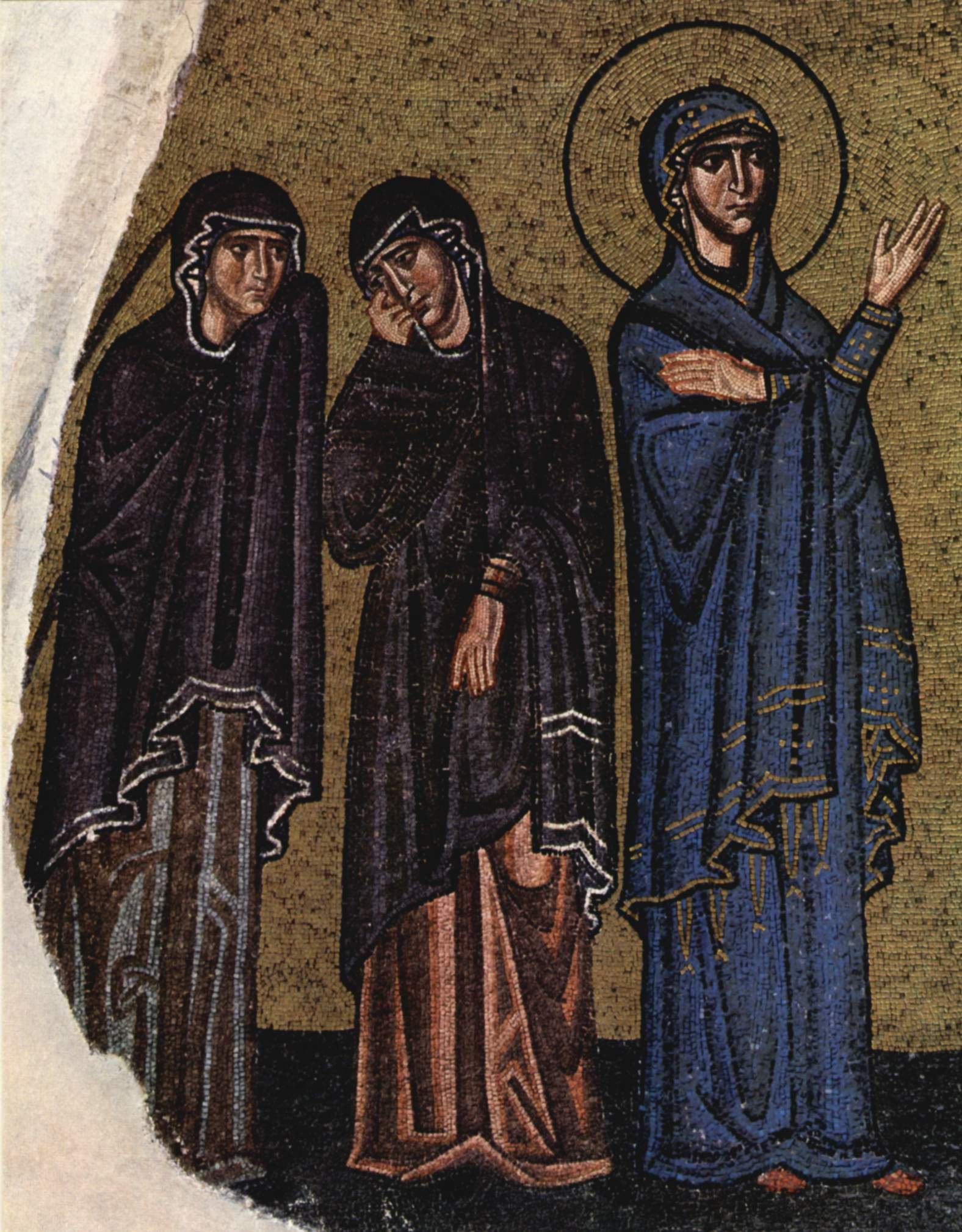
Богородица и скорбящие жены (деталь мозаики Распятие Христово)

Считается что мозаики Неа Мони были созданы мастерами местной школы. Однако член-корреспондент АН СССР В. Н. Лазарев отмечал, что общая декоративная система мозаичного убранства кафоликона относится к константинопольской традиции и предполагает, что руководство работами, как это часто практиковалось в тот период, осуществляли столичные мастера, привлекая при этом и местных мозаичистов. При этом он пишет, что в Неа Мони уже видна эволюция византийского стиля: 
появляются столь типичные для позднейшего времени подчёркнуто сухие, аскетические лица восточного типа, удлинённые пропорции фигур и членение одеяний с помощью тонких золотых линий.
Несмотря на это мозаичный цикл Неа Мони представляет собой целостное художественное произведение, имеющее своей целью показать догму искупления через пришествие в мир Сына Божия и его страдания. Мозаичный цикл Неа Мони не отягощён второстепенными деталями — мастерами выбраны главные эпизоды евангельской истории. Искусствовед Г. С. Колпакова отмечает, что композиции:

сложно построены, в их организации большое значение приобретают перекрёстные взаимосвязи. И элементы архитектуры и пейзажа, и фигуры всё активнее начинают располагаться под углом к поверхности фона. Взгляды изображённых персонажей не обращаются вовнутрь или к молящемуся, а построены на взаимодействии, они свободно проходят композицию в разных направлениях.

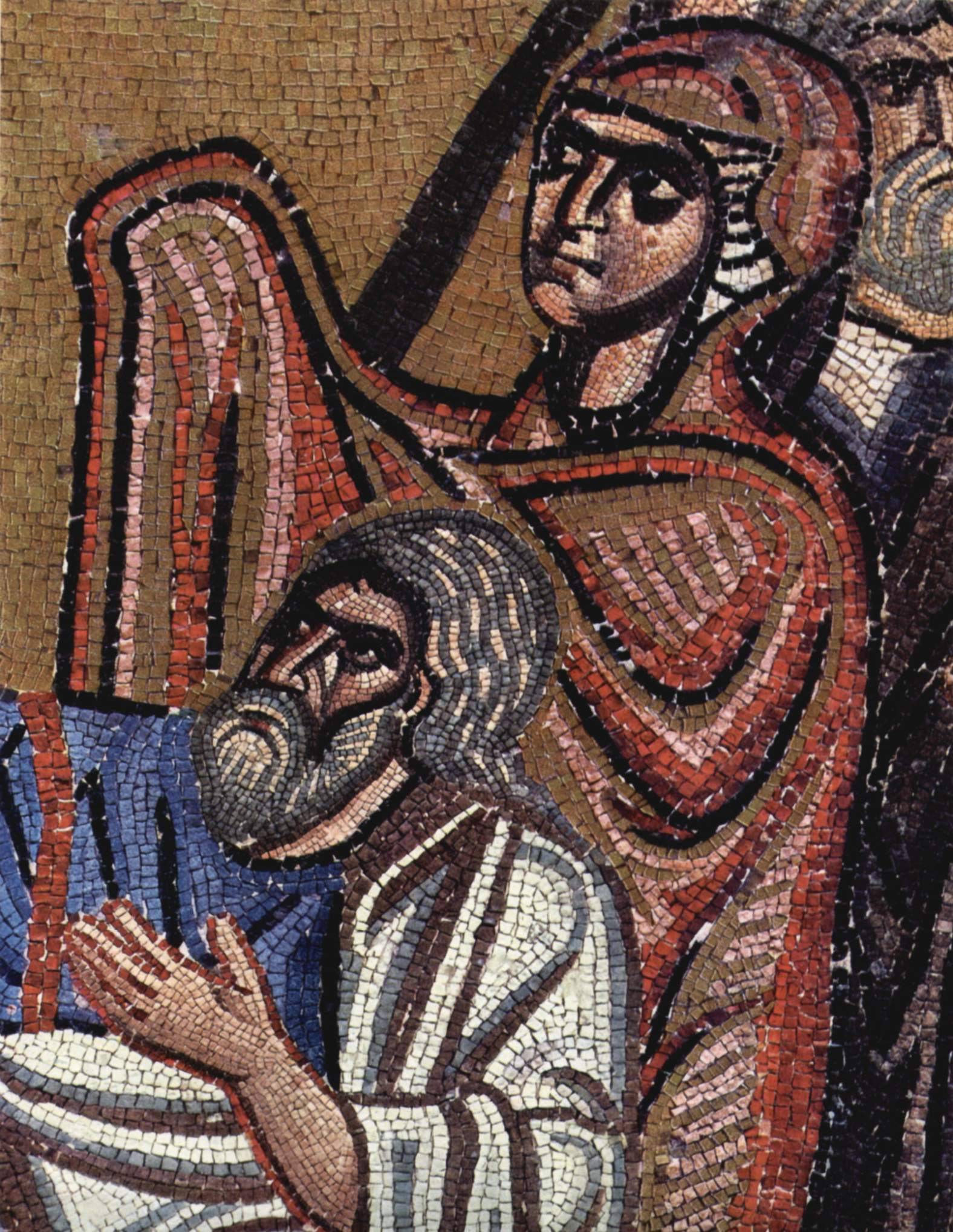
Адам и Ева (деталь мозаики Сошествие во ад)

Мозаичисты смогли увязать мозаичное убранство с архитектурой интерьера собора, в котором для размещения композиций были использованы по преимуществу вогнутые плоскости. По словам В. Н. Лазарева, при этом «они умело использовали в плане выявления специфической природы смальты».
По сравнению с мозаиками Осиос Лукас общая фронтальная неподвижность в мозаиках Неа Мони порой сменяется резкими движениями персонажей, имеющими целью передать их эмоциональное состояние. Мастера проработали складки одежд — они резко ломаются, создавая острые углы. При этом драпировки тканей изображены свободными и лёгкими, а их фактура имеет геометрическую проработку. Для достижения экспрессивности лиц вокруг глаз положены тени, что придаёт взглядам глубину. Отмечают что в мозаиках Неа Мони теневой каркас начинает играть ведущую роль в построении фигур. Галина Колпакова отмечает, что «свет и тени утрачивают былую неподвижность и застылость и скользят по округлой поверхности лиц». Также фигуры в композициях размещаются не только рядом, но и за спиной друг друга. Отто Демус указывает, что мастерами при создании фигур применялась сложная система деформаций, имевшая целью предотвратить оптическое искажение изображения при взгляде на него снизу (например, это можно увидеть в фигурах Иоанна Предтечи в сцене «Крещения», фигурах царя Соломона и Иоанна Предтечи в «Сошествии во ад» или сотника Лонгина в «Распятии Христовом»). Это свидетельствует о том, что мозаичистам были известны способы противодействия перспективным сокращениям.
Всего кафоликон был украшен 97-ю мозаичными композициями (49 в наосе и 48 во внутреннем нартексе) из которых сохранилось только 59 (16 в наосе и 43 во внутреннем нартексе). Наружный нартекс лишён каких-либо украшений.

### Мозаики наоса
Апсида алтаря по примеру константинопольских храмов XI века украшена мозаикой с изображением Оранты. Богородица, лик которой утрачен, изображена с поднятыми в молении к небу руками, её открытые ладони повёрнуты к зрителю. В апсидах жертвенника и диаконника помещены изображения полуфигур архангелов Михаила и Гавриила. Несохранившийся купол украшала мозаика с Пантократором в окружении ангелов. В барабане купола над тромпами и нишами располагались медальоны с восемью полуфигурами апостолов. В парусах ниш находятся частично повреждённые изображения четырёх евангелистов и четырёх серафимов, крылья которых полностью покрывают пространство паруса.

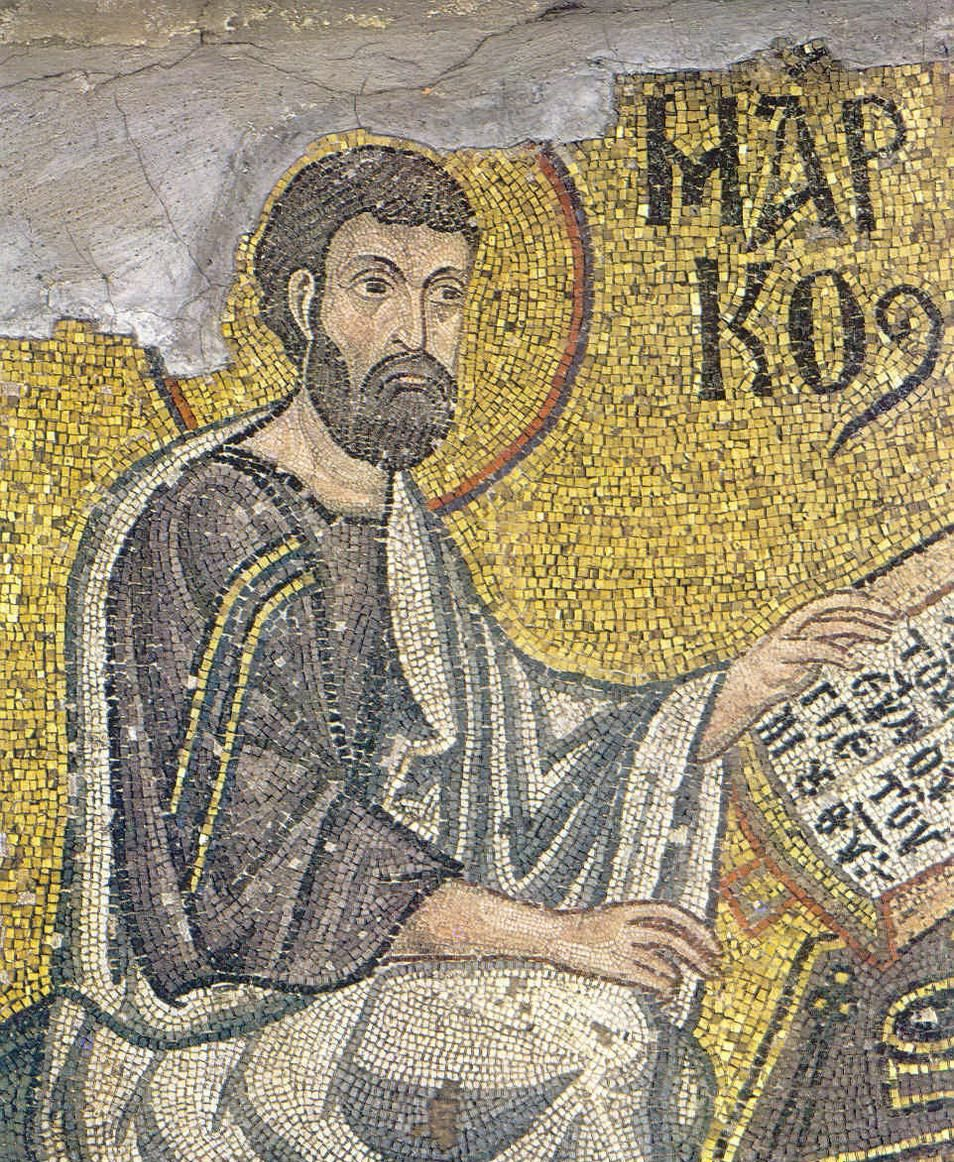
Апостол Марк
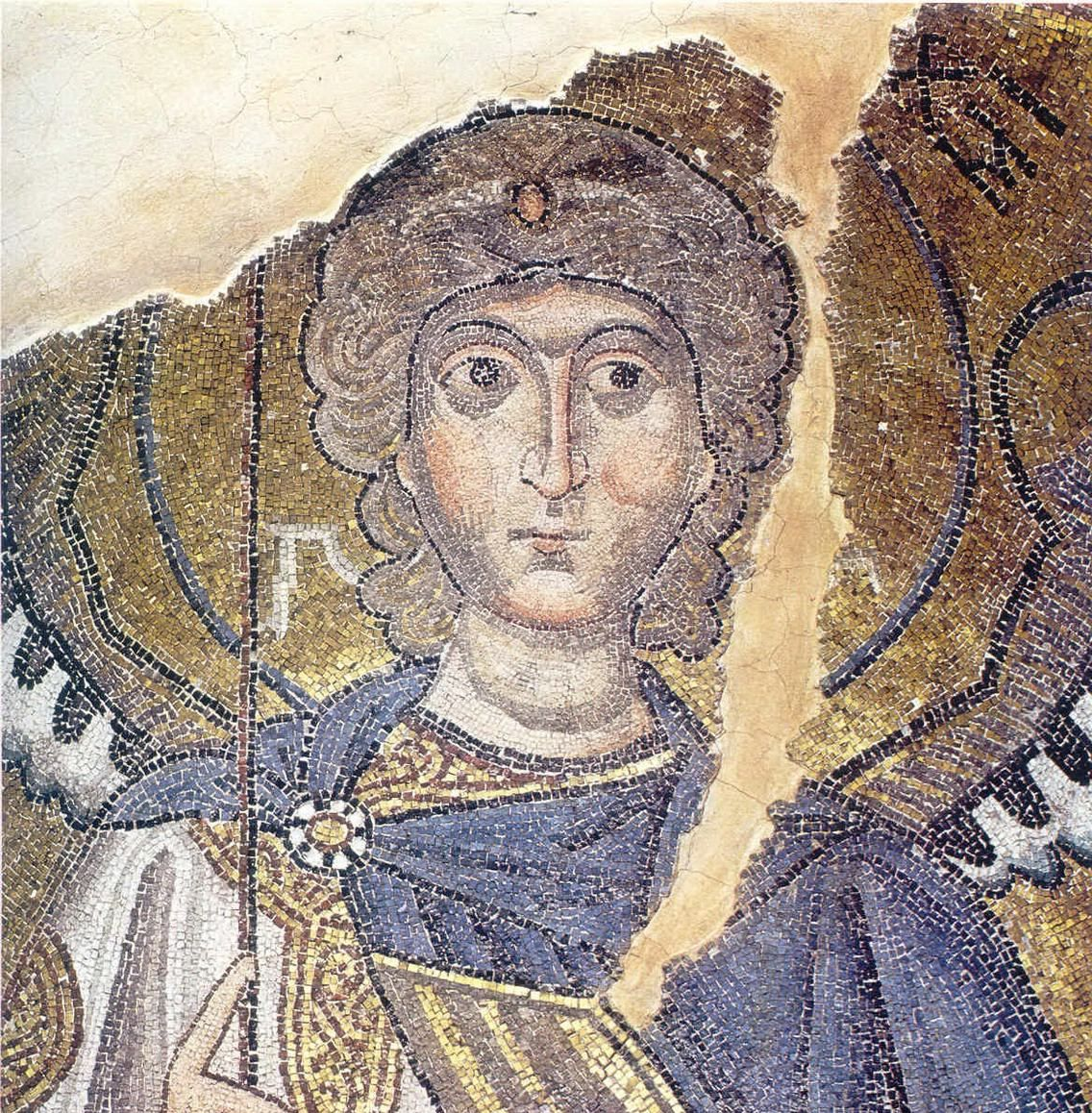
Архангел Михаил
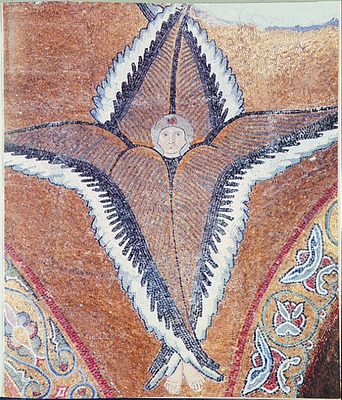
Серафим
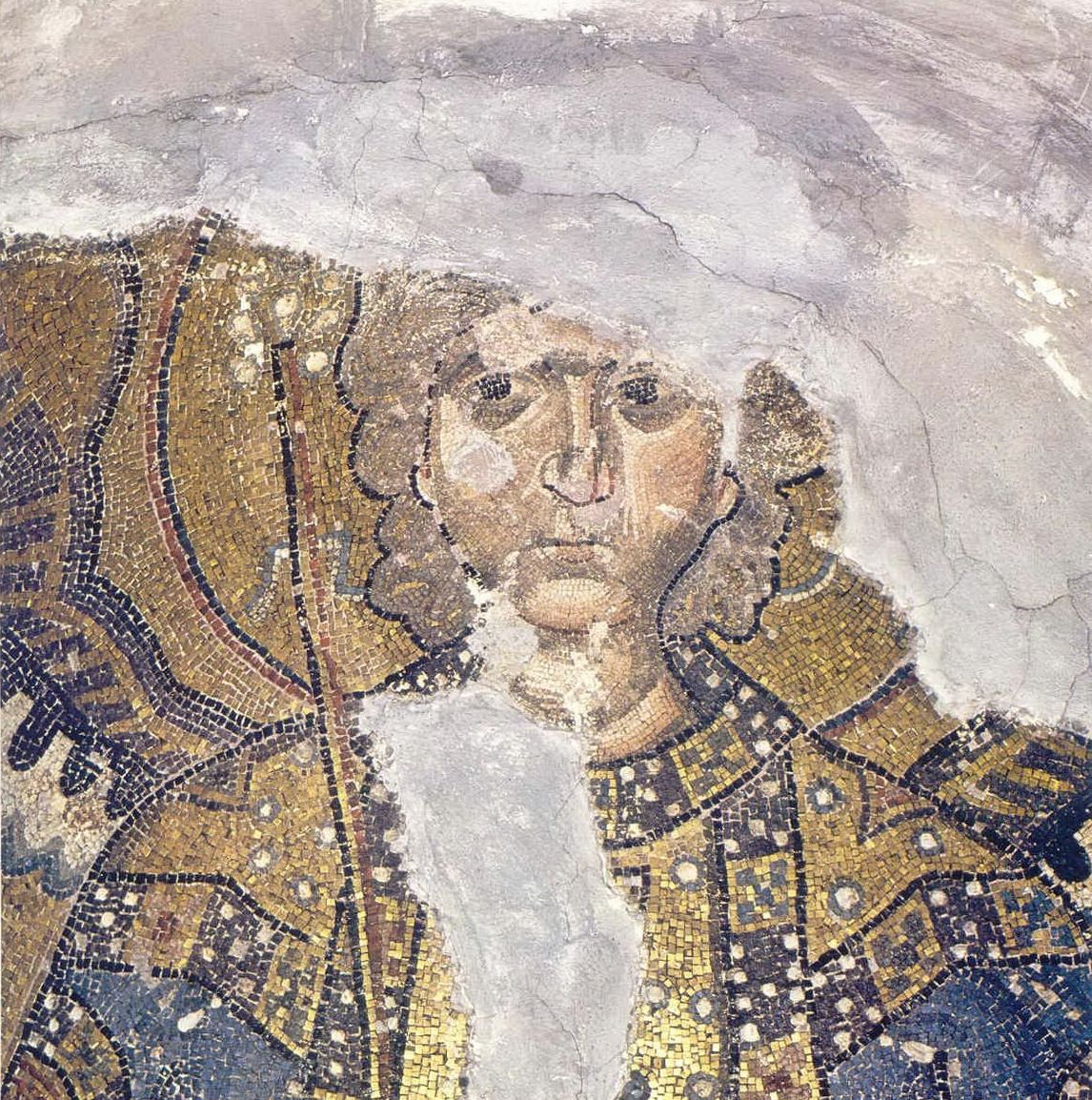
Архангел Гавриил
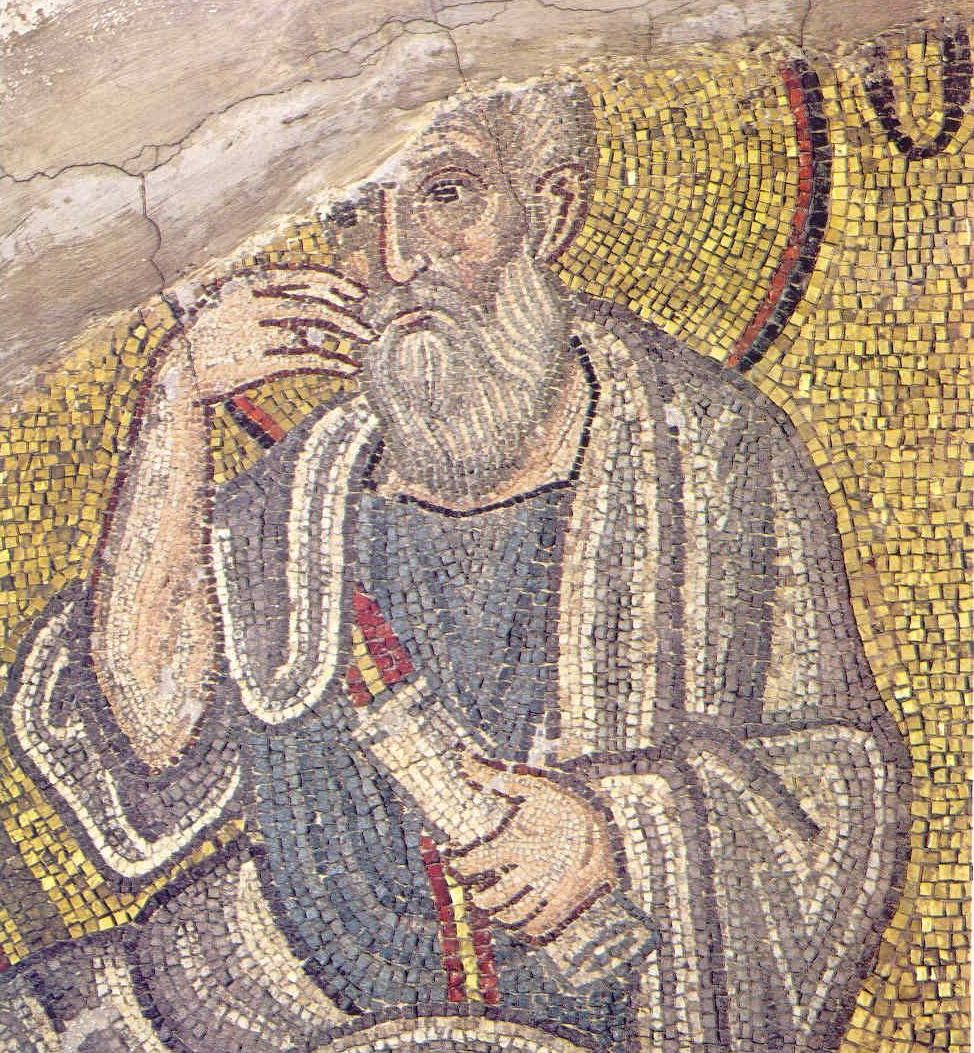
Апостол Матфей

В нишах наоса и во внутреннем нартексе помещены 14 сцен из жизни Иисуса Христа. В этих мозаиках заметно расширение традиционного праздничного цикла, акцентирование на эпизодах Страстей Христовых. В наосе мозаики помещены в том числе в глубоких и узких угловых нишах, работать в которых мозаичистам было весьма затруднительно. На мозаиках изображено довольно большое количество персонажей, причём их наличие в ряде сцен (например, в сцене Крещения) не является обязательным в соответствии с иконографическим каноном. Также на мозаиках уделено внимание элементам пейзажа, которые играют в них активную роль.
Мозаичный цикл наоса включает в себя:
в угловых тромпах

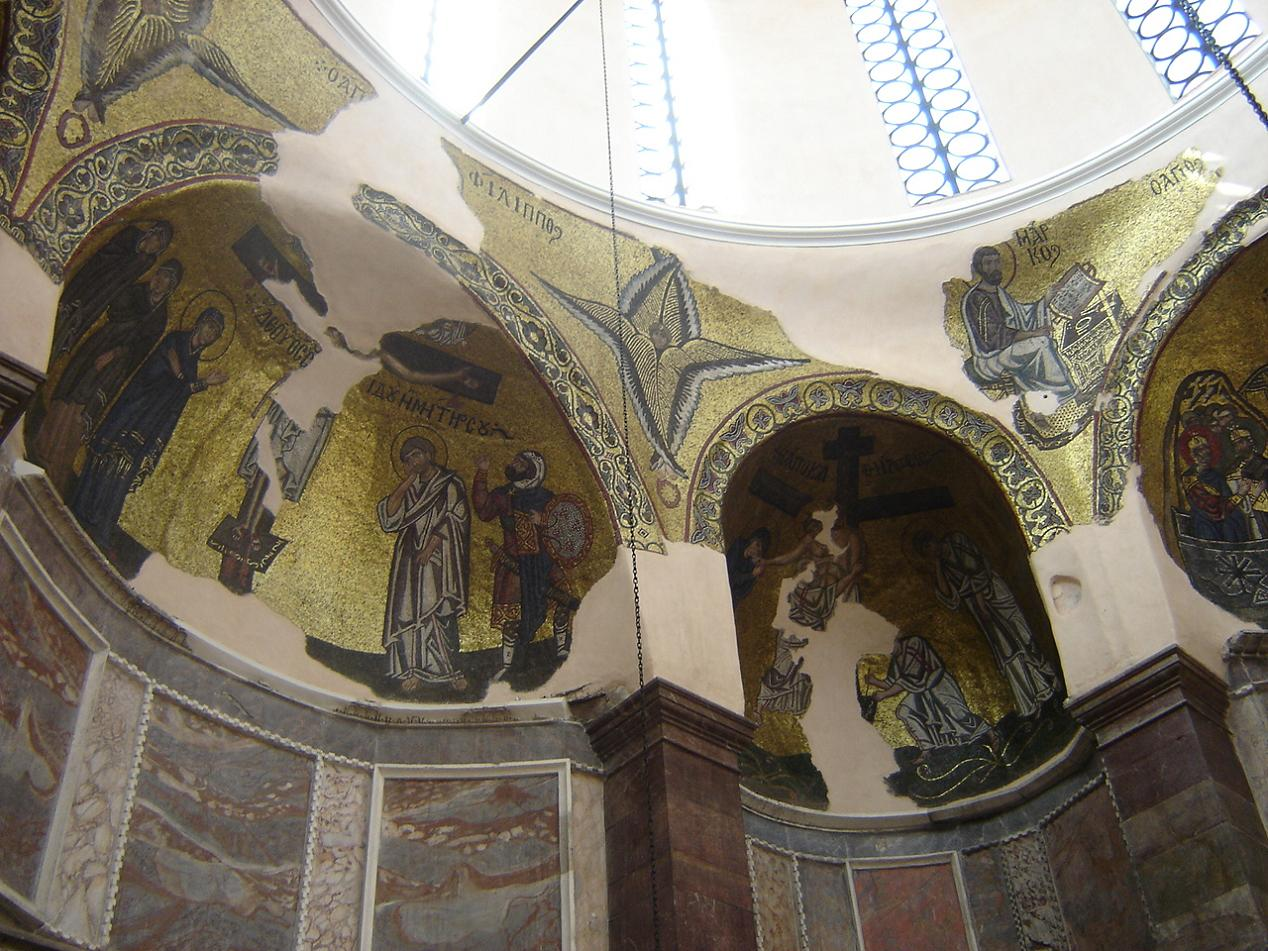
Мозаики в нишах наоса

- Благовещение (мозаика сильно повреждена). Сохранилась только часть фигуры архангела Гавриила;
- Сретение Господне (мозаика сильно повреждена). Частично сохранилась только правая часть композиции — Симеон Богоприимец, Анна Пророчица и алтарь;
- Преображение Господне (мозаика заметно повреждена). Разрушения коснулись фигур Иисуса Христа, пророка Моисея и в меньшей степени Илии и апостола Петра. Вся композиция выполнена на золотом фоне, в центре её находится фигура Христа в лазоревой мандорле. Фигуры апостолов изображены на земле, украшенной побегами цветов. Особенностью композиции является крест в руке апостола Петра;
- Снятие с креста (мозаика находится в плохой сохранности). Сильно повреждены фигуры Иисуса Христа и Иосифа Аримафейского, а также голова Никодима. Хорошо сохранились фигуры Богородицы, которая прижимает к своему лицу руку Иисуса, и плачущего Иоанна Богослова;

по осям основного пространства
- Рождество Христово (мозаика полностью уничтожена землетрясением 1881 года[9]);
- Крещение Господне (мозаика находится в очень хорошей сохранности, повреждён только верхний фрагмент с изображением десницы Господней). Композиция включает в себя Иисуса Христа в крещатом нимбе, Иоанна Предтечу, двух ангелов и изображения нескольких людей из которых особо выделяется фигура юноши в нижнем левом углу, готовящегося прыгнуть в воду;
- Распятие Христово (мозаика находится в удовлетворительной сохранности). Практически полностью уничтожена фигура распятого Иисуса Христа и ангелов парящих рядом с ним. Рядом с Крестом помещены две группы людей: слева — Богородица и скорбящие жены, справа — Иоанн Богослов и сотник Лонгин;
- Сошествие во ад (мозаика находится в хорошей сохранности). В центре композиции изображён Иисус Христос с крестом в руках. Под его ногами разрушенные врата ада. Он обращён к группе людей слева среди которых выделяются Адам и Ева, восстающие из гроба, при этом Иисус свой рукой помогает подняться Адаму. Также в этой группе изображены Иоанн Креститель и семь неизвестных фигур. Слева в царских одеждах изображены Соломон и Давид, также восстающие из гроба, и ещё пять неизвестных фигур.

Этот мозаичный цикл, продолжающийся и во внутреннем нартексе, является рецепцией в искусстве Византии эпохи македонской династии трактовки литургии, в которой каждое её действие символически связано с земной жизнью Иисуса Христа.

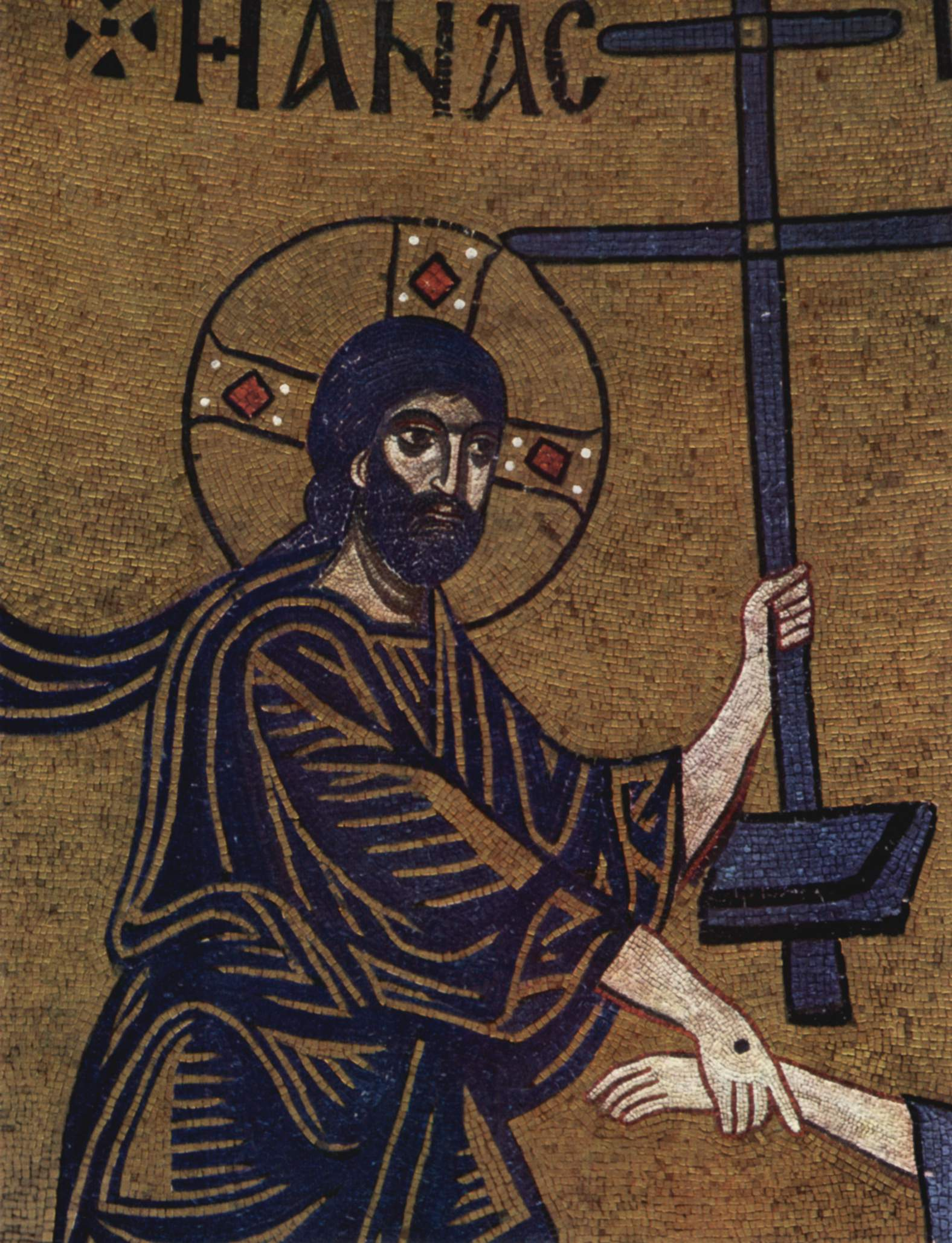
Фрагмент мозаики «Сошествие во ад»
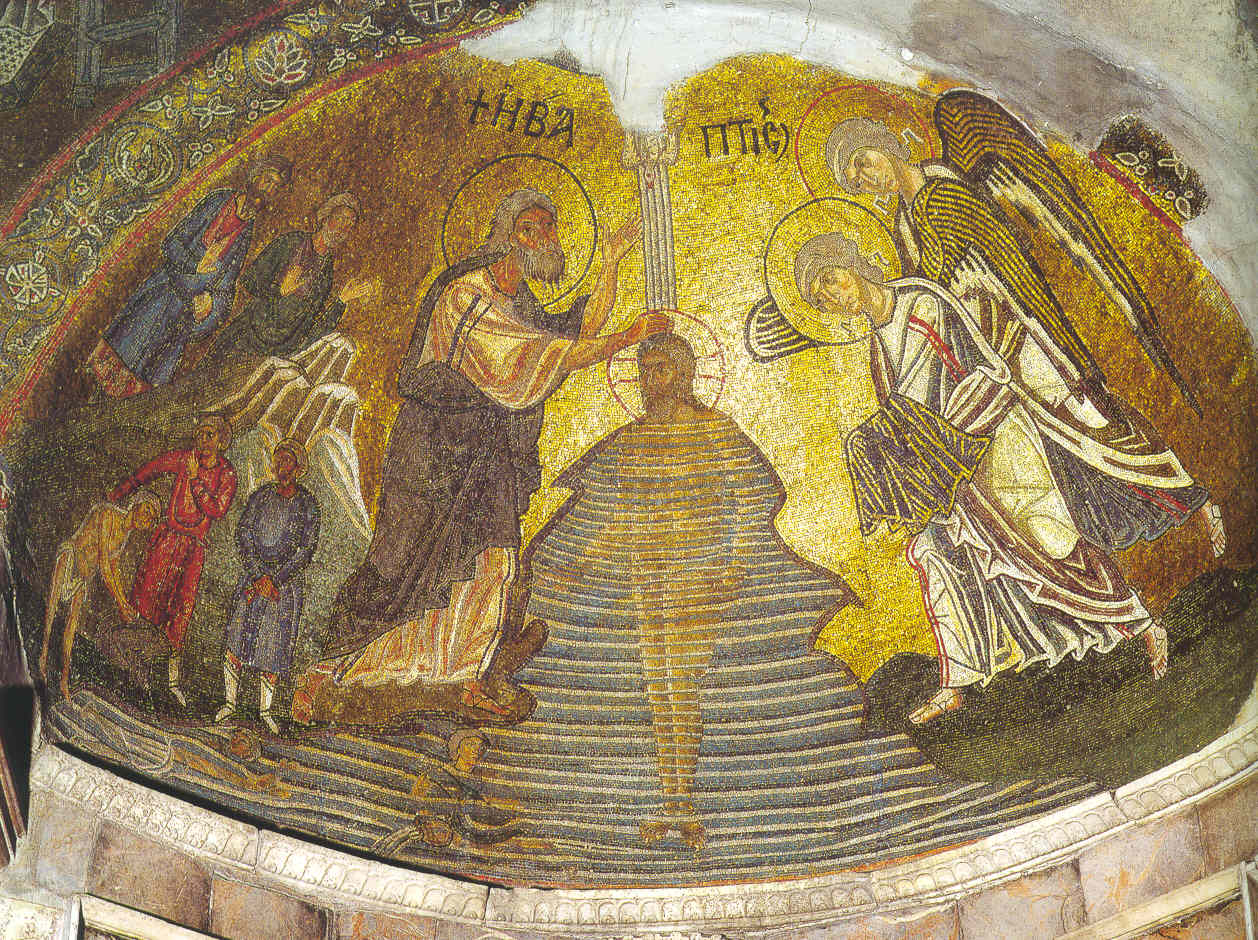
Крещение Господне
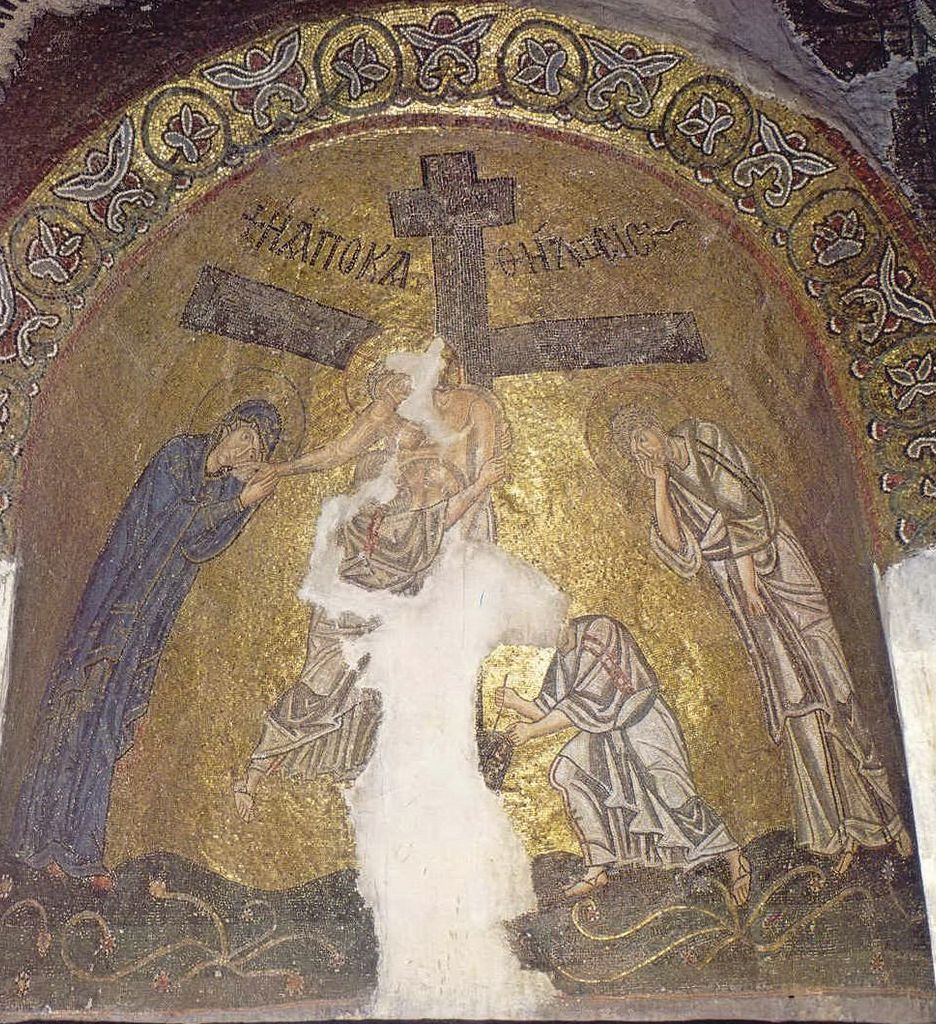
Снятие с креста

### Мозаики внутреннего нартекса
Во внутреннем нартексе на столбах помещены медальоны с изображениями святых (главным образом это преподобные, то есть святые монахи, но есть и изображения воинов и пророков). Медальоны соединены в цепочки и являются древнейшим из сохранившихся примеров таких композиций среди монументальных мозаик. Также впервые в византийском искусстве в руки святому из лика преподобных помещён свиток с текстом — им стал преподобный Ефрем Сирин.

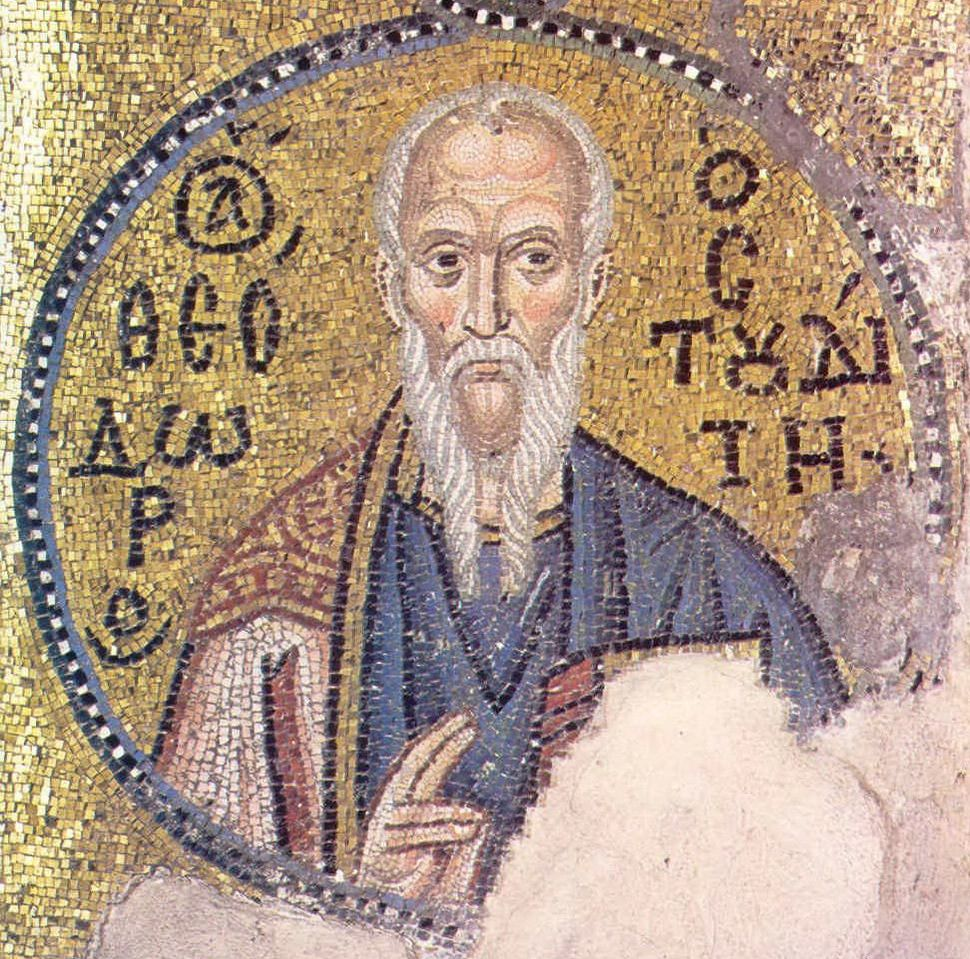
Феодор Студит
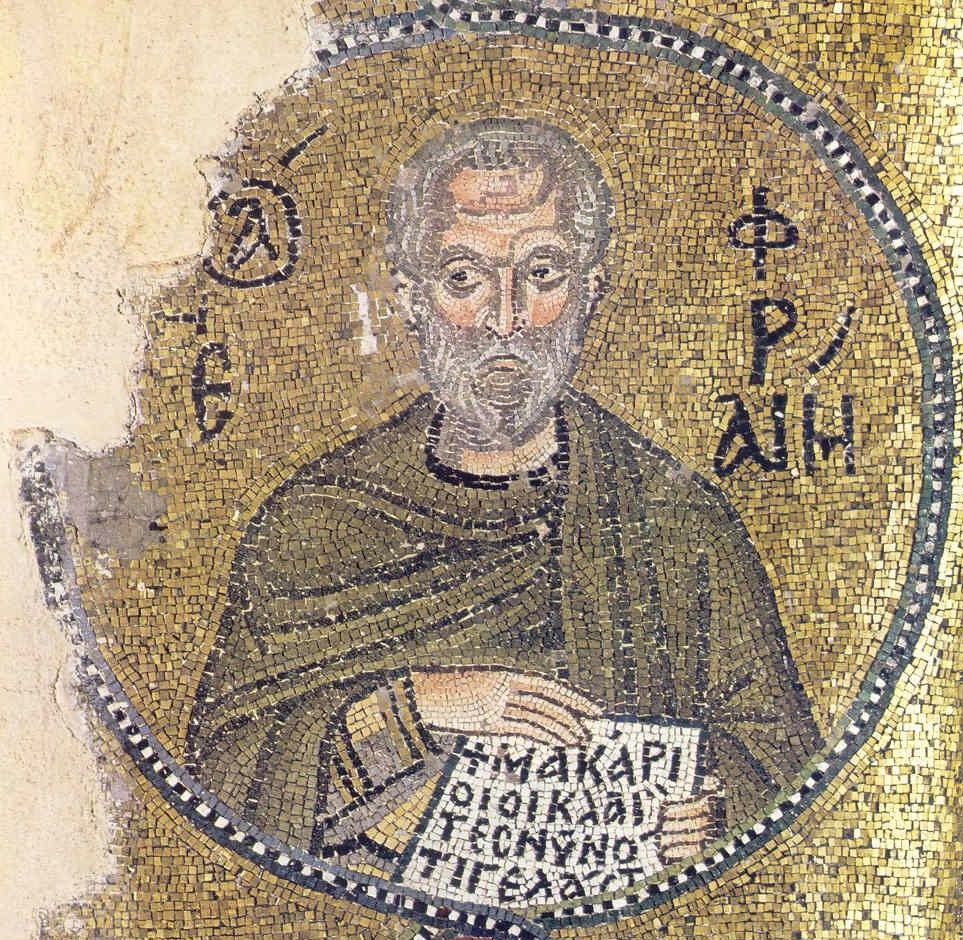
Ефрем Сирин
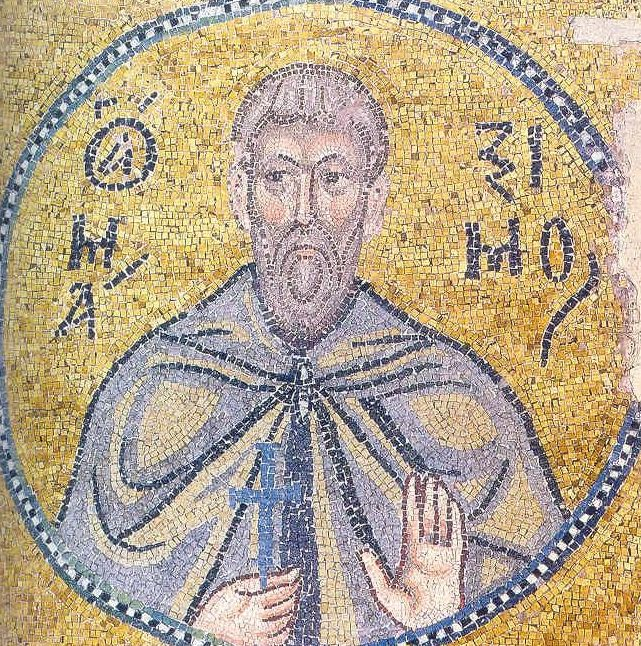
Максим Исповедник
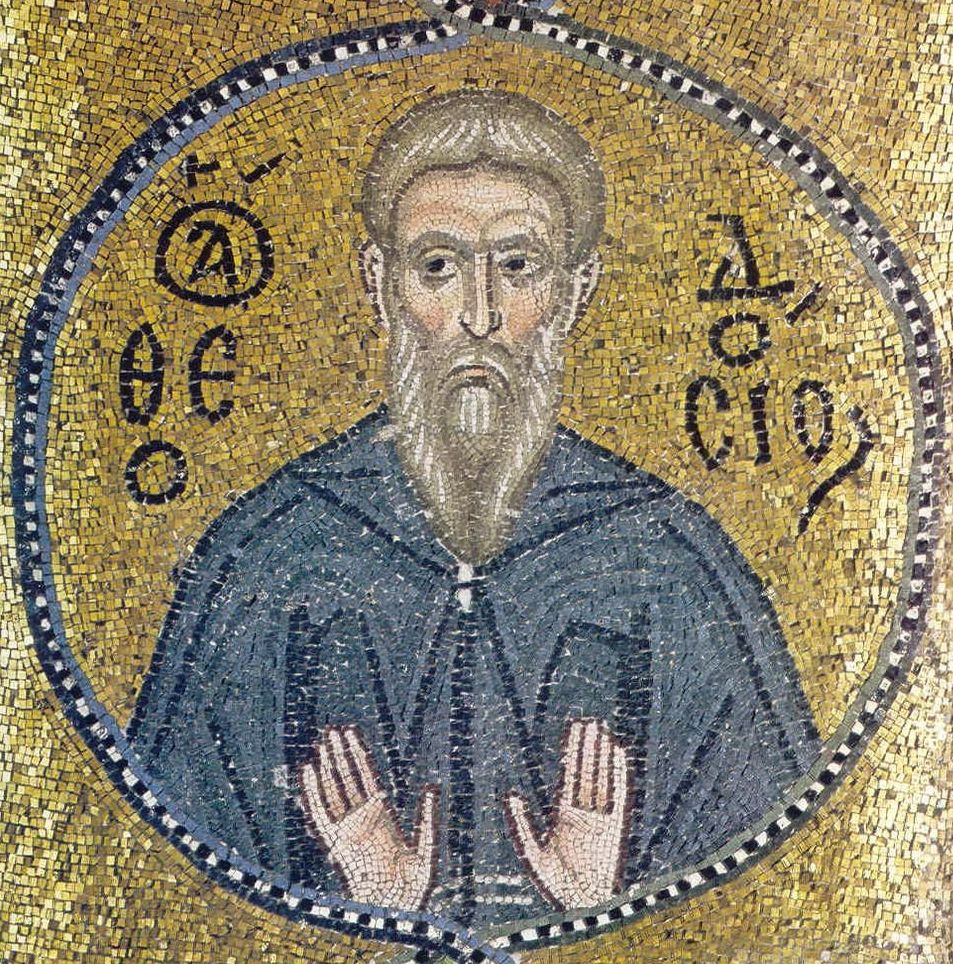
Феодосий Киновиарх
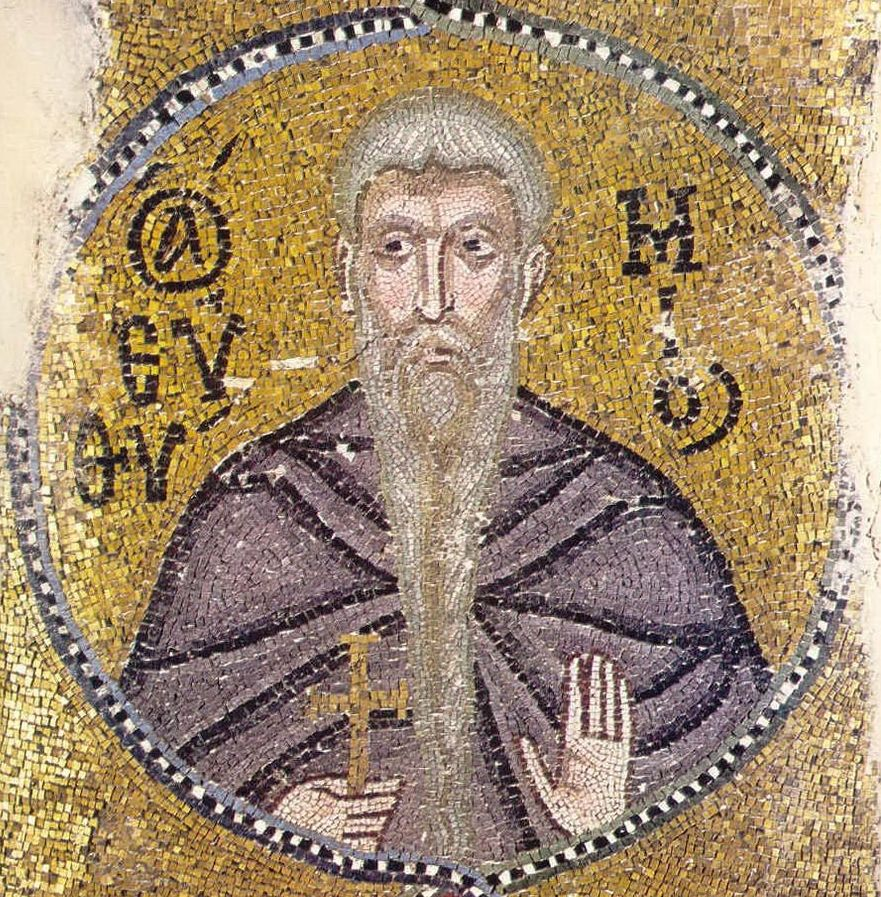
Евфимий Великий

Внутренний нартекс имеет отдельный купол, являющийся упрощённой копией главного купола кафоликона. По аналогии с куполом наоса во внутреннем нартексе купол состоит из восьми ниш, которые стали его частями, образовав фигуру, составленную из восьми сегментов небольших кругов. Эти ниши акцентированы восьмиколонной аркадой, украшенной мозаичными фигурами святых. В центре купола помещено изображение Богородицы. В ниши помещены мозаичные композиции, дополняющие цикл евангельских сюжетов наоса, и соответствующие богослужению Цветной Триоди, которая на момент создания мозаичного комплекса начиналась с Лазаревой субботы:
- Воскрешение Лазаря (мозаика значительно повреждена). Выполнена в традиционной для данного сюжета иконографии, основанный на Евангелии от Иоанна. повреждения изображения затрудняют изучение особенностей её иконографии[24];
- Вход в Иерусалим (мозаика находится в плохой сохранности). Повреждения затрудняют изучение особенностей её иконографии, которая в целом соответствует традиции изображения подобной сцены в средневизантийском искусстве[25];
- Омовение ног (мозаика находится в хорошей сохранности). Является характерным примером провинциальной мозаичной школы[15] — строгие аскетичные восточные лица, вытянутые пропорции фигур, лица переданы сочетаниями зелёных, красных, жёлтых, розовых, белых и чёрных цветов. Общая композиция наполнена суровостью и напряжённостью, при этом духовная экспрессия отделена от характеров отдельных персонажей;
- Моление о чаше (мозаика находится в удовлетворительной сохранности). Композиция является редким примером иконографии данного евангельского сюжета. Кроме того изображение гефсиманского моления Христа редко встречается в монументальном искусстве до XII века[26]. Она включает в себя как собственно изображение молитвы Иисуса Христа, так и изображение сцены как Христос будит своих учеников. Изображение молящегося Иисуса сопровождает надпись с текстом его молитвы из Мф. 26:39. Цитата из Евангелия от Матфея также сопровождает изображение спящих апостолов и Иисуса;
- Целование Иуды и арест Иисуса (мозаика частично повреждена). Композиция разделена на две части: в левой — Иуда предаёт Иисуса поцелуем, а в правой — вооружённые воины пришедшие его арестовать. В толпе воинов на первом плане изображён раб Малх, которому апостол Пётр отсекает ухо. Композицию сопровождает надпись «Иуда поцелуем предаёт Сына Человеческого»[27];
- Вознесение Господне (центральная часть композиции утрачена). Особенностью изображения сцены Вознесения является присутствие одиннадцати апостолов, что соответствует евангельскому повествованию, хотя традиционно принято изображать двенадцать апостолов, присутствующих при Вознесении Христа[28];
- Сошествие Святого Духа. Выполнена в традиционной для данного сюжета иконографии за исключением отсутствия архитектурного фона[29].

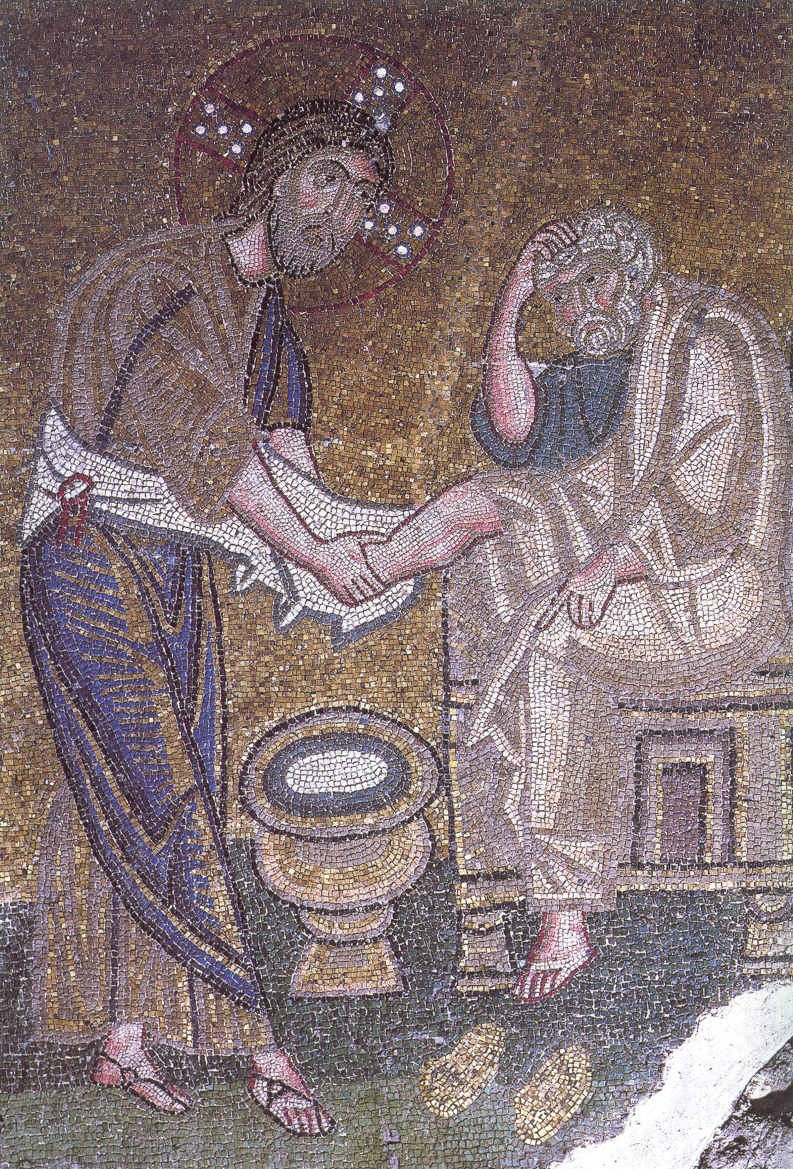
Фрагмент мозаики «Омовение ног» (Иисус и апостол Пётр)
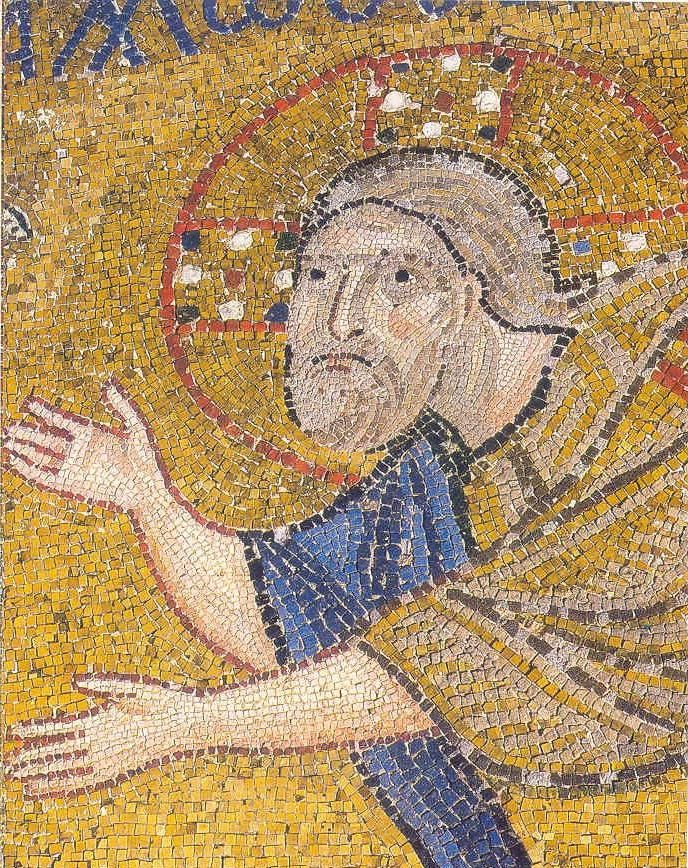
Фрагмент мозаики «Моление о чаше» (лик Христа)
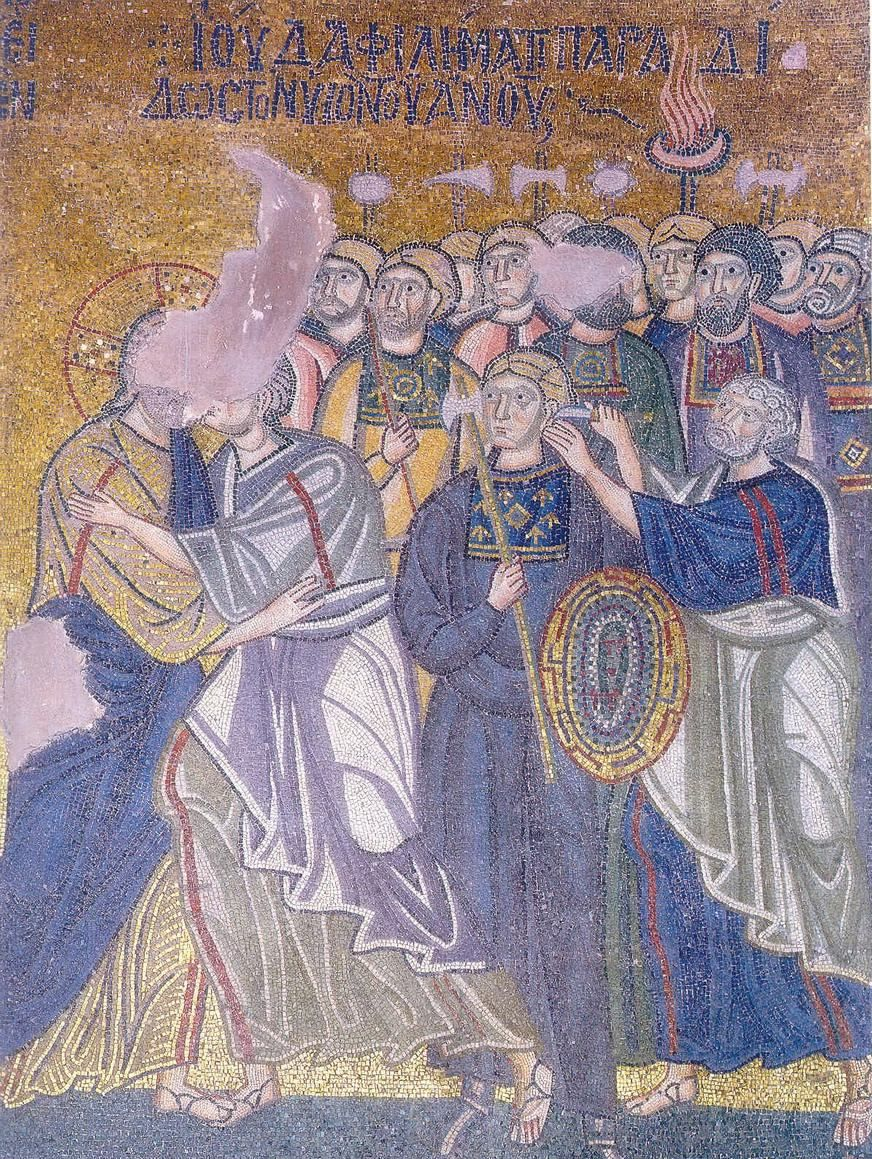
Поцелуй Иуды

## Включение в число объектов Всемирного наследия
13 октября 1989 года Грецией для включения в число объектов Всемирного наследия ЮНЕСКО были номинированы три монастыря — Осиос Лукас, Неа Мони и Дафни. В апреле 1990 года Международный совет по сохранению памятников и достопримечательных мест представил своё заключение с обоснованием о возможности их включения в реестр. Советом были определены следующие критерии для включения данных объектов в число памятников ЮНЕСКО:
- «Объект представляет собой шедевр человеческого созидательного гения» (византийские мозаики Македонской династии);
- «Объект является выдающимся примером конструкции, архитектурного или технологического ансамбля или ландшафта, которые иллюстрируют значимый период человеческой истории» (Неа Мони является одним из крупнейших архитектурных памятников средневизантийского периода).

На 14-й сессии Комитета Всемирного наследия, состоявшейся в Канаде 7-12 декабря 1990 года, указанные монастыри были включены в Список объектов Всемирного наследия под номером 537.